# Gerrie Nel

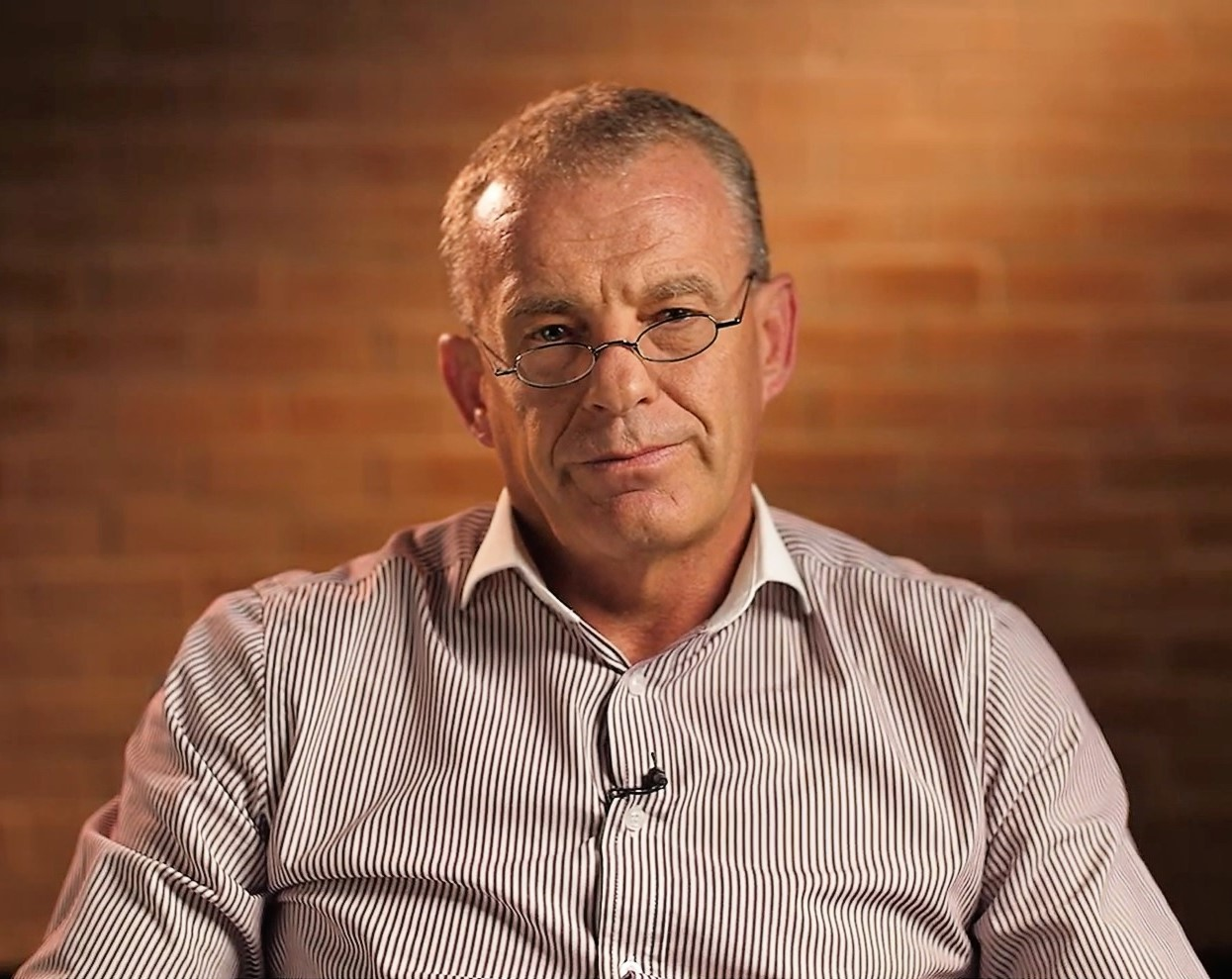
Gerrie Nel

Gerhard C. „Gerrie“ Nel (* 1961) ist ein ehemaliger südafrikanischer Staatsanwalt. Internationale Bekanntheit erlangte er als Ankläger im Prozess gegen Oscar Pistorius. In südafrikanischen Justizkreisen trägt er den Spitznamen „Die Bulldogge“.

## Leben
Nel studierte in Pretoria Rechtswissenschaft und arbeitete ab 1984 als Staatsanwalt. Er führte die Anklage im Prozess gegen den früheren südafrikanischen Polizeichef Jackie Selebi, den er neun Tage lang brutal ins Kreuzverhör genommen und damit entscheidend dazu beigetragen, dass Selebi am Ende wegen Korruption zu 15 Jahren Haft verurteilt wurde. Nel war ab 2014 der leitende Staatsanwalt am Obersten Gerichtshof von Südafrika im Prozess gegen Oscar Pistorius.
Während des Selebi-Prozesses wurde Nel im Jahr 2008 von 20 Beamten während einer nächtlichen Razzia festgenommen. Eine erfundene Anklage wegen Betrugs gegen ihn wurde alsbald fallengelassen und Selebi wurde später wegen Korruption zu 15 Jahren Gefängnis verurteilt.
Nach dem Selebi-Gerichtsverfahren erhielt Nel eine Auszeichnung von der Internationalen Vereinigung der Staatsanwälte (IAP), einer nicht-staatlichen und nicht-parteilichen Organisation, deren Ziel der Kampf gegen die grenzüberschreitende Kriminalität ist.
Im Prozess gegen Oscar Pistorius brachte er den Angeklagten oft aus der Fassung, so etwa, als er ein Video zeigen ließ, in dem der Sportler lachend auf eine Wassermelone schießt. Er verwies auf die Analogie zu Pistorius’ Schüssen auf seine Lebensgefährtin Reeva Steenkamp, so dass Pistorius in Tränen ausbrach. Seine harte Taktik half Nel letztlich aber nicht, eine Verurteilung wegen Mordes zu erreichen.
2017 beendete Nel seine Tätigkeit als Staatsanwalt. Seither leitet er die private Anklageeinheit des 2006 gegründeten AfriForum, einer Interessenvertretung der Afrikaaner.